# Lokvičići
Lokvičići est un village et une municipalité située en Dalmatie, dans le comitat de Split-Dalmatie, en Croatie. Au recensement de 2001, la municipalité comptait 1 037 habitants, dont 99,61 % de Croates et le village seul comptait 582 habitants.

## Localités
La municipalité de Lokvičići compte 5 localités :
- Berinovac
- Dolića Draga Donja
- Dolića Draga Gornja
- Poboji
- Lokvičići(in municipalité Lokvičići)